# 马久什
马久什，是匈牙利索博尔奇-索特马尔-贝拉格州所辖的一个村。总面积11.03平方公里，总人口315，人口密度28.6人/平方公里（2011年1月1日）。